# RErideD-刻越えのデリダ-
『RErideD-刻越えのデリダ-』（リライデッド ときごえのデリダ）は、GEEKTOYS制作による日本のテレビアニメ作品。2018年10月から12月にかけてTOKYO MXほかにて放送された。

## 登場人物
デリダ・イヴェン
声 - 小野賢章、竹内恵美子（少年）
主人公。2050年時点ではリビルド社に勤める技術者だったが、DZの欠陥を知ったことで命を狙われ、逃げる途中で誤って人工冬眠装置に閉じ込められ10年後の2060年に目覚める。
マージュ・ビルシュタイン
声 - M・A・O
ネイサンの娘。
ユーリィ・ディートリヒ
声 - 茜屋日海夏
マージュの親友。ネイサンが襲撃された後マージュを匿っていたが、行方をくらませた彼女を探すためデリダに同行する。写真を撮るのが趣味で、銃の形をしたカメラを持っている。
ヴィドー・フェルカー
声 - 佐々木啓夫
仕事請負人。人工冬眠から目覚めたデリダを助け、彼の依頼でマージュの捜索に協力する。
マユカ
声 - 本渡楓
ヴィドーの娘。
グラハム
声 - 山本和臣
ヴィドーの車に搭載されたAI。
ドナ
声 - 小林ゆう
アンドレイに雇われた殺し屋。
ネイサン・ビルシュタイン
声 - 櫻井孝宏
デリダの親友。アンドレイの差し向けた刺客に追われる最中負傷し、デリダにマージュのことを託し逃がす。
ハンス・アンドレイ
声 - 稲葉実
リビルド社の重役。不都合な事実を知ったデリダと関係者の抹殺を目論む。
ジャキス・イヴェン
声 - 松田健一郎
シュミット・マイヤー
声 - 興津和幸
フント
声 - 石谷春貴
カッツェ
声 - 駒田航
アンジュ
声 - 石川由依
秘書AI・マリー、車載AI
声 - 新田早規
アイキャッチ
声 - 竹内恵美子

## スタッフ
- 監督 - 佐藤卓哉[1][3]
- 副監督 - 祝浩司[1][3]
- シリーズ構成 - 古怒田健志[1][3]
- キャラクター原案 - 安倍吉俊[1][3]
- アニメキャラクターデザイン - 渡辺浩二[1][3]
- 世界観考証・プロップデザイン - コレサワシゲユキ[1][3]
- デザインワークス - 灯夢、坂井ユウスケ
- メカ作画監督 - 江間一隆（第1話 - 第5話、第7話 - 第9話、第11話 - 第12話）
- エフェクト作画監督 - 村上勉（第1話 - 第5話、第7話 - 第8話）
- 美術監督 - 春日美波[1][3]
- 色彩設計 - 佐藤直子[1][3]
- 撮影監督 - 松井伸哉[1][3]
- 3DCGディレクター - 濱村敏郎[1][3]
- 編集 - 後藤正浩[1][3]
- 音響監督 - 長崎行男[1][3]
- 音響効果 - 小山恭正
- 音楽 - 井内舞子[1][3]
- 音楽制作 - KADOKAWA[1][3]
- 音楽ディレクター - 山森篤
- プロデューサー - 田村淳一郎、小倉理絵、Bruce Chiou、黒須信彦、中東豊和、尾形光広、徳村憲一
- アニメーションプロデューサー - 今本尚志
- アニメーション制作 - GEEKTOYS[1][3]
- 製作 - RErideD partners[1][3]

## 主題歌
「PARADOX」
QUADRANGLEによるオープニングテーマ。作詞・作曲はHIDEO NEKOTA、編曲はQUADRANGLE。
「トキノツバサ」
エンディングテーマ。作詞・作曲・編曲は黒石ひとみ。歌唱はマージュ（M・A・O）（第2話、第8話、第10話）、 ユーリィ（茜屋日海夏）（第3話、第5話、第9話）、マージュ（M・A・O）&ユーリィ（茜屋日海夏）（第4話、第11話）。

## 各話リスト
| 話数     | サブタイトル         | シナリオ            | 絵コンテ        | 演出                    | 作画監督                                                                                    | 総作画監督    |
| -------- | -------------------- | ------------------- | --------------- | ----------------------- | ------------------------------------------------------------------------------------------- | ------------- |
| 第一話   | 目覚めた場所         | 古怒田健志 佐藤卓哉 | 祝浩司 佐藤卓哉 | 祝浩司                  | 鎌田均 沼田広 輿石暁                                                                        | 渡辺浩二      |
| 第二話   | 世界に残されたものは | 古怒田健志 佐藤卓哉 | 祝浩司          | ともゆきつとむ          | 西田美弥子 吉田徹 飯飼一幸                                                                  | 西田美弥子    |
| 第三話   | 集まった者たち       | 冨田頼子            | 阿部雅司        | 阿部雅司                | 小野晃 谷口守泰 興村忠美                                                                    | 輿石暁        |
| 第四話   | 時間跳躍者           | 安倍吉俊            | 浜崎博嗣 祝浩司 | 黒田晃一郎              | 谷口繁則 高橋宏郁 渡辺一平太 山本道隆 今泉竜太 西田美弥子 沼田広 江間一隆 輿石暁 マスケット | 渡辺浩二      |
| 第五話   | 棄てきれぬもの       | 冨田頼子            | 村上勉          | 井之川慎太郎 羽多野浩平 | 門智昭 小林ゆかり マスケット                                                                | 輿石暁 田中彩 |
| 第六話   | 探る者、隠す者       | 佐藤寿昭            | 祝浩司          | 村上勉                  | Kim Ki Yeob 田中彩 輿石暁                                                                   | 渡辺浩二      |
| 第七話   | それぞれの、愛       | 古怒田健志          | 吉田徹          | 守田芸成                | 鎌田均 沼田広 吉田徹                                                                        | 田中彩        |
| 第八話   | 時のさだめ           | 安倍吉俊            | 阿部雅司        | 加藤顕                  | 小野晃 飯飼一幸 興村忠美                                                                    | 輿石暁        |
| 第九話   | 強い絆               | 冨田頼子            | 島津裕行        | 所俊克                  | 鵜池一馬 園田大勢 北條直明 岩崎亮 小林利充 関根千奈美                                       | 渡辺浩二      |
| 第十話   | 手放したもの         | 松本健吾 安倍吉俊   | 石倉礼          | 青木ユーイチロー        | 暮林千里 服部憲知 津熊健徳 大橋勇吾 マスケット                                              | 輿石暁        |
| 第十一話 | 静かな場所           | 冨田頼子            | 吉田徹          | 村上勉                  | 小川一郎 西田美弥子 柳孝相 沼田広                                                           | 渡辺浩二      |
| 第十二話 | 総ては在るべき場所へ | 古怒田健志          | 祝浩司 佐藤卓哉 | 祝浩司                  | 田中彩 柳孝相 池谷祥明 飯飼一幸                                                             | 田中彩        |

## 放送局
| 放送期間                 | 放送時間                     | 放送局      | 対象地域 | 備考                      |
| ------------------------ | ---------------------------- | ----------- | -------- | ------------------------- |
| 2018年10月4日 - 12月20日 | 木曜 1:05 - 1:35（水曜深夜） | TOKYO MX    | 東京都   |                           |
|                          |                              | KBS京都     | 京都府   |                           |
|                          | 木曜 1:30 - 2:00（水曜深夜） | サンテレビ  | 兵庫県   |                           |
|                          | 木曜 2:35 - 3:05（水曜深夜） | テレビ愛知  | 愛知県   |                           |
|                          |                              | TVQ九州放送 | 福岡県   |                           |
|                          | 木曜 21:00 - 21:30           | AT-X        | 日本全域 | CS放送 / リピート放送あり |
| 2018年10月5日 - 12月21日 | 金曜 23:00 - 23:30           | BS11        | 日本全域 | BS放送 / 『ANIME+』枠     |

| 配信開始日                        | 配信時間        | 配信サイト |
| --------------------------------- | --------------- | --- |
| 2018年9月22日                     | 土曜 23:00 更新 | ひかりTV |
| 2018年10月4日                     | 土曜 更新       | Amazonビデオ DMM.com GYAO!ストア HAPPY!動画 J:COMオンデマンド ニコニコチャンネル PlayStation Video Rakuten TV バンダイチャンネル ビデオパス ビデオマーケット ムービーフルPlus |
| ひかりTVでは初回のみ3話一挙配信。 |                 | |

## BD
| 巻 | 発売日         | 収録話         | 規格品番  |
| -- | -------------- | -------------- | --------- |
| I  | 2018年12月21日 | 第1話 - 第6話  | KAXA-7661 |
| II | 2019年1月30日  | 第7話 - 第12話 | KAXA-7662 |

## 小説
2018年11月より角川スニーカー文庫から発売。
- 上 2018年11月1日発売、ISBN 978-4-04-107551-7
- 下 2019年1月1日発売、ISBN 978-4-04-107552-4

## Webラジオ
2018年9月26日から12月18日まで、ユーリィ（声 - 茜屋日海夏）とマユカ（声 - 本渡楓）によるキャラクターラジオ『RErideDの楽しさを紹介するWEBラジオ』がYouTubeにて配信された。